# Stephen Cabarrus
Pour les articles homonymes, voir Cabarrus.
Stephen Cabarrus (né le 29 août 1754 à Bayonne, en France, mort le 4 août 1808 à Edenton, en Caroline du Nord) est un homme politique américain d'origine française.

## Biographie
Né en France, il s'installa en Amérique. Membre de la Chambre des représentants de Caroline du Nord de 1784 à 1805, il en est speaker de 1789 à 1793 et de 1800 à 1805.
Il donna son nom au Comté de Cabarrus.

## Sources
- (en) Cet article est partiellement ou en totalité issu de l’article de Wikipédia en anglais intitulé « Stephen Cabarrus » (voir la liste des auteurs).